# Baby-Brousse
Baby-Brousse war eine Automarke von der Elfenbeinküste.

## Markengeschichte
Der ausgewanderte Franzose Maurice Delignon (1929–2021) leitete in  Abidjan das Unternehmen Ateliers et Forges de l’Ébrié, das mehrere Dutzend villenähnliche Holzhäuser baute. 1957 entwickelte Delignon einen Geländewagen. Er verkaufte die Lizenz an die Herren Letoquin und Lechanteur. 1963 begannen diese mit der Produktion dieses Fahrzeugs am Standort Elfenbeinküste unter dem Markennamen Baby-Brousse. 1979 endete die Produktion in der Elfenbeinküste.

## Fahrzeuge
Das einzige Modell war ein Mehrzweckfahrzeug auf dem Fahrgestell des Citroën 2 CV und ähnelte dem späteren Citroën Méhari. Die Karosserie bestand aus Stahl, Aluminium und Holz.

## Produktionszahlen
Insgesamt entstanden mehr als 30.000 Fahrzeuge.
Einer umfangreichen Produktionsstatistik zufolge wurde das Modell unter Citroën-Regie auch in anderen Ländern produziert. Demnach entstanden in der Elfenbeinküste 1320 Fahrzeuge zwischen 1970 und 1978. In Griechenland waren es 16.680 Fahrzeuge zwischen 1974 und 1983. In Guinea-Bissau wurden 120 Fahrzeuge in 1982 gefertigt. In der Zentralafrikanischen Republik entstanden 1800 Fahrzeuge zwischen 1980 und 1982. Im Senegal bei Établissements Marchand waren es 60 Fahrzeuge in den Jahren 1982 und 1983. In Indonesien wurden 480 Fahrzeuge in den Jahren 1982, 1983 und 1987 hergestellt. SAIPA aus dem Iran war mit 9315 Fahrzeugen in 1970 sowie von 1972 bis 1976 eines der herstellenden Unternehmen mit einer hohen Produktionszahl. In Vietnam wurden bei Citroën Xe Hoi Cong Ty 2895 Fahrzeuge montiert; dafür sind die Jahre 1970 bis 1972 sowie 1985 überliefert. Es ist unklar, ob alle diese Modelle als Baby-Brousse vermarktet wurden.